# Tatsuyuki Tomiyama
Tatsuyuki Tomiyama (japanisch 冨山 達行 Tomiyama Tatsuyuki; * 27. August 1982 in der Präfektur Chiba) ist ein ehemaliger japanischer Fußballspieler.

## Karriere
Tomiyama erlernte das Fußballspielen in der Universitätsmannschaft der Ryūtsū-Keizai-Universität. Seinen ersten Vertrag unterschrieb er 2005 bei Shonan Bellmare. Der Verein spielte in der zweithöchsten Liga des Landes, der J2 League. Für den Verein absolvierte er 45 Ligaspiele. 2008 wechselte er zum Drittligisten Gainare Tottori. 2010 wurde er mit dem Verein Meister der Japan Football League und stieg in die J2 League auf. Ende 2011 beendete er seine Karriere als Fußballspieler.